# Hijos de Antón de Marcos
Los Hijos de Antón de Marcos, Antonio, José, Manuel y Concepción Fernández López, fueron unos importantes empresarios y filántropos lucenses conocidos por su actividad industrial y emprendedora en la economía gallega durante casi todo el siglo XX.

## Antecedentes familiares
Los hermanos Antonio, José, Manuel y Concepción eran hijos de un importante tratante de ganado natural de Sarria, Antonio Fernández Fernández, más conocido como Antón de Marcos. Nació en la aldea de Barreiros, en la parroquia sarriana de Santa María de Ortoá en 1876. Su padre, Marcos Fernández González, había trabajado en vida como tratante de ganado, actividad que inició con ahorros procedentes de la emigración a Cuba. Su tío Clemente fue uno de los pioneros en el negocio de embarque de ganado vacuno con destino al mercado catalán y madrileño. Esta actividad la inició en 1883 embarcando cuarenta reses para Madrid desde la Estación de tren de Toral de los Vados, en León. Más tarde Clemente partirá para el norte de África e invertirá en la Compañía Española de Minas del Rif, quedando el negocio en manos de Marcos.  Clemente se sabe que allí fue Consejero Delegado y uno de los principales accionistas de la Sociedad Española de Minas del Rif, junto con el rey Alfonso XIII, el conde de Romanones, el marqués de Comillas y el duque de Tovar. También fue Diputado Provincial de Madrid y Consejero del Banco Mercantil e Industrial. Se casó con Antonia Gómez Fernández y tuvo cinco hijos: Dolores, Pilar (viuda de Arias), Avelina, Tomás y Honorio. Falleció en Madrid el 1 de octubre de 1942.
En cuanto a Antón de Marcos durante su vida hizo un gran capital con el tráfico de ganado a la península, y entre otras actividades construyó un edificio en la esquina de la plaza de Angel Fernández, del arquitecto Eloy Maquieira. Sus hijos estudiaron en Madrid en la década de los años veinte. Antonio estudiaría Ingeniería de Caminos y José Derecho. Formaron parte del grupo Celta, junto con Fermín Fernández Penzol, los hermanos López Cortón, Álvaro Gil Varela y Emilio González López. En 1931 a la edad de 55 años Antón de Marcos falleció de manera prematura en un accidente de circulación.

## Actividad empresarial
A partir del fallecimiento de Antonio Fernández Fernández, sus hijos decidieron continuar con los negocios del padre, manteniéndose siempre juntos. En 1935 alquilan los Mataderos Cooperativos de Mérida, con los que iniciaron un proceso de comercialización de la carne, primero en conserva y más tarde congelada. Al coincidir su actividad con la guerra civil española y estar sus fábricas en territorio "nacional" se convirtieron en proveedores únicos del ejército franquista, lo cual les reportó enormes beneficios. Más tarde se convirtieron también en proveedores del ejército alemán durante la Segunda Guerra Mundial. Con los beneficios de estas actividades crearon algunas industrias en Galicia que facilitaron su desarrollo económico y fomentaron el aprovechamiento racional de sus recursos naturales.
Las numerosas empresas que crearon los hermanos Fernández López durante toda su vida tuvieron un gran impacto en la economía de Galicia y de España. Entre ellas destacan:
- Titania S.A. en 1936
- Zeltia en 1939
- Frilugo en 1941
- Transfesa en 1943
- Antibióticos S.A. en 1949
- Frigsa en 1951
- Cementos del Noroeste S.A. (más tarde Corporación Noroeste) en 1958
- Pescanova en 1960,
- Industrias Frigoríficas del Louro S.A. en 1963
- Caja de Ahorros Provincial de Lugo en 1964

La primera de las empresas que crearon fue Titania S.A., una empresa minera para la explotación del titanio y el wolframio en Balarés, en 1936. Después vinieron Zeltia en 1939, en Porriño, dedicada a la elaboración de productos químicos y farmacéuticos; Frilugo, en Lugo, en 1941, dedicada a la congelación de carne; la compañía de transportes por ferrocarril Transfesa, en 1943, con sede en Madrid; la empresa farmacéutica Antibióticos S.A., en León, en 1949; la empresa de elaboración cárnica Frigsa, en Lugo, en 1951; la fábrica de Cementos Oural (más tarde Corporación Noroeste) en 1958, en Sarria (Lugo); la empresa de extracción y congelado en alta mar de pescado Pescanova en 1960, con sede en Vigo; la empresa Prebetong Galicia S.A. en 1962; Industrias Frigoríficas del Louro, Frigolouro S.A. en 1963 (anteriormente denominados Mataderos Rurales Cooperativos de O Porriño, alquilados al Estado en 1949); la Caja de Ahorros Provincial de Lugo (más tarde absorbida por CaixaGalicia) en 1964; Actinidias Chinensis S.A. en 1969 (más tarde Kiwi España S.A.) y muchas otras como Cotasa (dedicada a la fumigación), Gamasa (con prefabricados de hormigón), la Corchera Extremeña (dedicada a la explotación del alcornoque), Industrias Pecuarias Gallegas S.A., Sial, Industrias Forestales Gallegas S.A., etc; empresas todas que sería demasiado extenso citar.
Entre las actividades filantrópicas de los Hijos de Antón de Marcos destacan las importantes donaciones al Museo Provincial de Lugo y al Museo de Pontevedra, la creación de Editorial Galaxia en 1959, la Fundación Penzol en 1963 y otras obras sociales.
Como reconocimiento a su trayectoria profesional los hermanos tienen una pequeña plaza dedicada en Lugo, llamada Fillos de Antón de Marcos, en un tramo de la Rúa Nova, en la parte trasera del Museo Provincial de Lugo; museo que ayudaron a crear y en el que uno de los hermanos, Antonio, junto con su amigo y colaborador Álvaro Gil Varela, depositó una gran cantidad de obras de arte.

## Antonio Fernández López
Antonio Fernández López, Ingeniero de Caminos, fue el mayor de ellos, nacido en Lugo en 1903 y fallecido en 1971.  De los cuatro hermanos fue el que tuvo una postura más progresista, llegando incluso a ser represaliado por su compromiso nacionalista y republicano (hasta el punto de que se le prohibió ejercer como Ingeniero de Caminos). En 1936 comenzó a trabajar en la Diputación Provincial de Lugo como Director de Vías y Obras, cargo que tuvo que dejar por diferencias con las autoridades políticas de la época. Pese a ello fue el promotor del proyecto de Museo Provincial de Lugo, propiedad de la Diputación Provincial, de la empresa Frilugo, de la empresa Frigsa y de la Caja de Ahorros Provincial de Lugo, que tuvieron una gran diversidad de trayectorias.  Además de las empresas familiares, también fue el creador del proyecto pedagógico de la Granja de Barreiros en 1948, del Colegio Fingoy y del Centro de Estudios Fingoy, en 1950, además de la Fundación Menela, creada para la protección y asistencia de los niños afectados por el síndrome autista.

### Reconocimientos
Pese a su enorme labor por el progreso y el bienestar de la provincia de Lugo solamente ha sido distinguido por sus conciudadanos con los siguientes galardones:
- Hijo predilecto de la provincia de Lugo. 1971.
- Un colegio de Oural (Sarria) lleva su nombre.

## José Fernández López
José Fernández López, abogado, nacido en Lugo el 8 de septiembre de 1904 y fallecido en Madrid en 1986. Se casó con María del Rosario Sousa Faro Sanjurjo. Fue el encargado de gestionar las empresas de Mérida y de Porriño, dedicadas a la comercialización de carne de vacuno y de porcino. En Extremadura gestionó el Matadero Cooperativo de Mérida, luego Ifesa y más tarde Carcesa. También creó una fábrica de conservas, y una empresa dedicada a la explotación del corcho: la Corchera Extremeña, S.A. mayor referente mundial en la producción de productos de corcho En 1949, del mismo modo que lo hiciera en Mérida, alquila al Estado los Mataderos Rurales Cooperativos de O Porriño, Marucosa, un viejo proyecto fracasado de los años veinte y treinta, que se convertirá más tarde, en 1963, en Frigoríficos del Louro, Frigolouro S.A. un ejemplo de explotación ganadera hasta principios de los 80, actualmente en manos del grupo Coren, al igual que Mafriesa, una secuela de la antigua Frigsa de Lugo. 

Logotipo de Pescanova

Una de sus aportaciones más curiosas a la economía de Galicia tuvo que ver con la introducción del kiwi. José Fernández López tuvo conocimiento de un fruto feo, pero sabroso, procedente de Nueva Zelanda, que se estaba vendiendo con éxito en Alemania. Lo que le atrajo no fue su exotismo. El empresario, simplemente, echó cuentas. Los supermercados alemanes estaban vendiendo el fruto a 200 y hasta 300 pesetas la pieza, lo que convertía a esta baya peluda, de pulpa verde y agridulce, en una mina de oro. El clima de las Rías Bajas gallegas –húmedo, lluvioso y de temperaturas moderadas– podía resultar tan idóneo para su cultivo como el de la bahía de Plenty, en la otra punta del planeta. Carlos del Río, que creció en un enorme chalé de piedra contiguo al de Fernández López, trabajaba para su vecino en una empresa agraria de valor irrelevante en el conglomerado del imperio Fernández, pero de la que el empresario disfrutaba casi tanto como de su colección de pintura española. José Fernández López puso el dinero y fundó Productores de Actinidias Chinensis, SA, que exportaba kiwis a Alemania a 100 pesetas la pieza, con el reclamo “Kiwis aus Galicien”. Durante este tiempo la única manera de obtener ejemplares era a través de Productores de Actinidias Chinensis, SA, que ofrecía plantas y consejo a cambio de que los interesados se comprometieran a venderles su cosecha durante los siguientes 20 años. Muy pocos aceptaron. Actualmente esta empresa se denomina Kiwi España S.A., produce más de mil toneladas, que vende al mejor postor, y está dirigida por Manuel Fernández, el cuarto de los hijos de José.
Entre las labores de mecenazgo de José Fernández López cabe citar el apoyo a las excavaciones arqueológicas en la Alcazaba y la creación del laboratorio geológico-minero de Extremadura, dirigido por Vicente Sos Baynat, geólogo represaliado por el franquismo, que se ubicó en los bajos de su propia casa (actual residencia oficial del Presidente de la Junta de Extremadura). Don José costeó las nóminas y la creación de esta colección de su bolsillo.Con su extensa colección de minerales, este laboratorio es la base sustancial del actual Museo de Mineralogía de Mérida.
Tuvo seis hijos: José María (nacido en Madrid en 1945, doctor en Ciencias Bioquímicas. Presidente de Zeltia), Luis Carlos, Manuel María (Presidente de Pescanova y de Kiwi España S.A.), María Paloma (Doctor en Ciencias políticas-Derecho Internacional- y abogado), María Margarita y Fernando Javier (abogado).

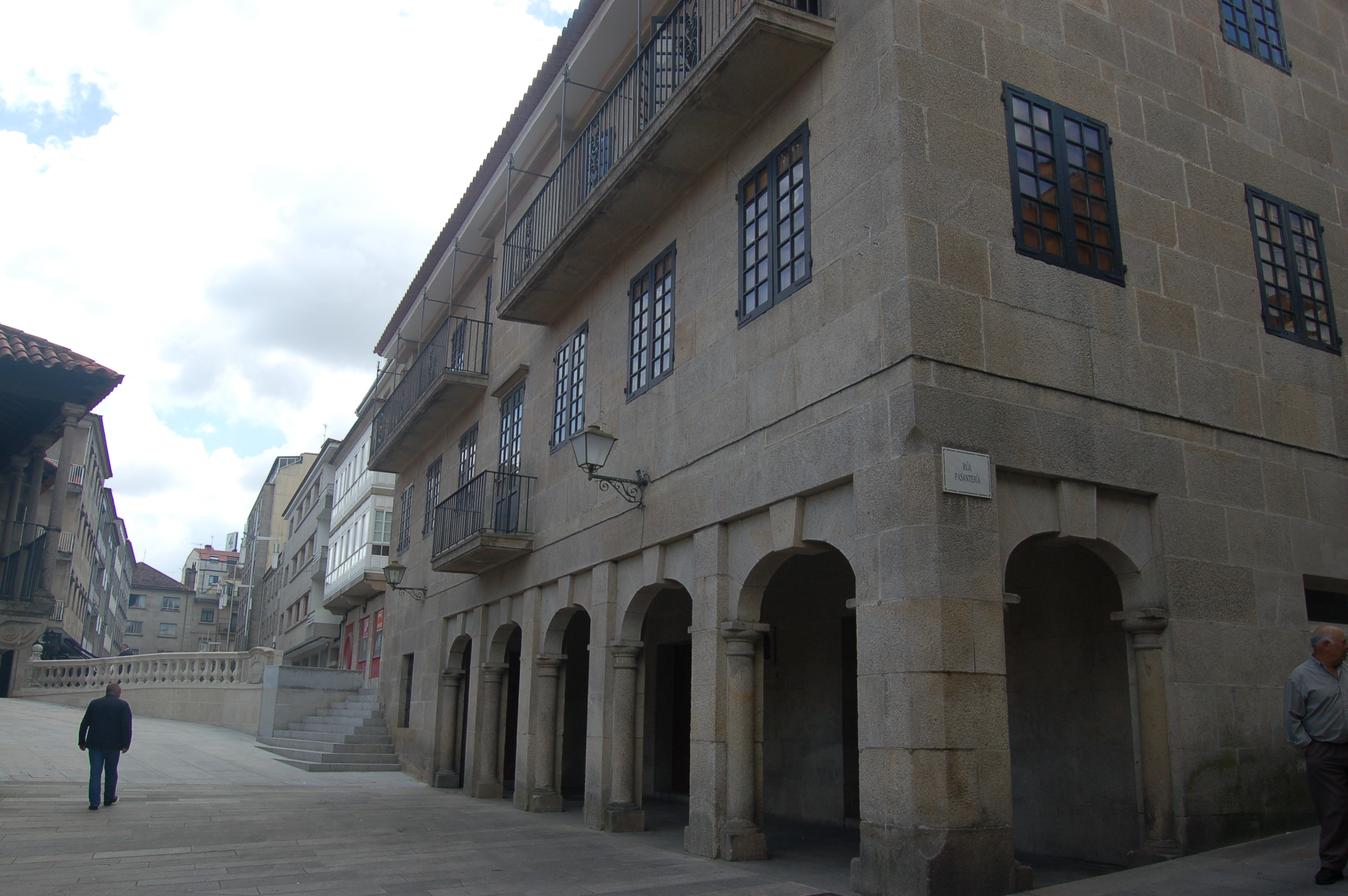
Edificio Fernández López del Museo de Pontevedra.

### Reconocimientos
- Un edificio del Museo de Pontevedra (1965) lleva su nombre.
- Medalla Castelao (1985)
- Hijo adoptivo de Porriño, en Pontevedra
- Hijo adoptivo de Mérida, Extremadura.
- Medalla de Oro de Mérida, Extremadura.
- Una importante y céntrica avenida de Mérida lleva su nombre.
- Un colegio y una calle de Porriño llevan su nombre.
- Una calle de Chapela también lleva su nombre.
- Gran Cruz al Mérito Agrícola.
- Gran Cruz al Mérito Naval.
- Medalla de Mérito al Trabajo.
- Medalla de Alfonso X el Sabio.
- Encomienda de la Orden al Mérito Civil.
- Vigués distinguido en 1974

## Manuel Fernández López
Manuel Fernández López fue el tercero de los hermanos, dedicado a la gestión de sus diversas empresas. El mayor de sus hijos, Emilio Fernández Fernández, dirigió la multinacional Transfesa hasta la adquisición de la mayoría del capital social por Deutsche Bundesbahn.

## Mª Concepción Fernández López
La cuarta hermana, Concepción, conocida en Lugo como Conchita, tuvo el mismo nivel de participación que sus hermanos en todas sus iniciativas empresariales.
Estudió en los años treinta en la Residencia de Estudiantes por influencia de su hermano Antonio, quien a la vez era su tutor. Esta experiencia educativa fue la que más tarde llevó a este a realizar un proyecto similar en el Colegio Fingoy, en Lugo.